# La Royale Malmédienne
 (octobre 2018).
 (octobre 2018).
Si vous disposez d'ouvrages ou d'articles de référence ou si vous connaissez des sites web de qualité traitant du thème abordé ici, merci de compléter l'article en donnant les références utiles à sa vérifiabilité et en les liant à la section « Notes et références ».

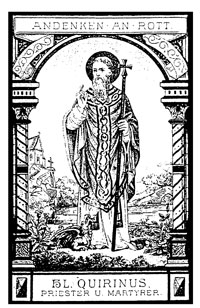
St.Quirin, patron de la ville de Malmédy.

La Royale Malmédienne est un chœur d’hommes fondé en 1866 à Malmedy.
Si le chant choral est son activité principale, le folklore malmédien tient une grande place dans son répertoire, à côté de chants folkloriques wallons et de chœurs d’opéras, en passant par le répertoire classique français et italien. La volonté du chœur de maintenir vivant le wallon est liée au contexte de l'occupation prussienne (1879-1920 environ) son Kulturkampf. Depuis août 2018, le chœur est dirigé par Flavia Costi. Le Président actuel est Fabien Marichal. Le chœur compte un membre d’honneur âgé de 100 ans, ayant 70 ans de participation à son actif.

## Directions successives

### Avant 1900
De 1866 à 1874, Jean Baptiste Jacob est le premier à diriger le chœur. Il est l'initiateur de la société qu’il fonde avec quelques amis provenant d’une autre chorale, l’Union, devenue ensuite l’Union Wallonne. Cet ensemble est jugé trop peu ouvert aux ouvriers et artisans[Par qui ?].
De 1874 à 1879, Olivier Lebierre prend les rênes. Les premières mentions de ce chef dans les archives (soit les rapports annuels et mensuels de la société, établis par des secrétaires) datent de 1877, année de la participation au concours de Liège. Il laisse temporairement la direction à Alphonse Graff qui s'occupe du chœur jusqu'en 1882. Sous ce dernier, la Malmedienne remporte un 2e prix en 3e division au concours d’Eupen, qui vaudra au chœur le début de sa renommée.
Par la suite Olivier Lebierre reprend la direction du chœur de 1882 à 1893, avant de partir à la retraite et de céder sa place à Pierre Baiwir, qui en prend le contrôle pendant 4 ans, jusqu'en 1897. Huber Lelotte reprend ensuite la baguette jusqu'en 1900. C’est le moment où le chœur retourne à son ancienne location, la salle Kinon, entre-temps rebaptisée en Hôtel du Globe.

### Pendant leXXesiècle

#### 1900: Pierre Baiwir
De 1900 à 1905, Pierre Baiwir sort de sa retraîte et revient à la direction du chœur. À la suite d'une prestation moins favorable du chœur au concours de Verviers, il démissionne en 1905.

#### 1905: Alexandre Delwaide
Moins d’un mois après la démission de Pierre Baiwir, Alexandre Delwaide accepte d’être le nouveau chef du chœur pour le rester pendant trois générations successives. Les archives le mentionnent comme un homme au grand charisme. Il mènera le chœur au Concours international  de Chant Choral à Paris où, aidé par ses trois répétiteurs, il le fait triompher avec un premier prix en première division, un 3e prix de lecture à vue, recevant lui-même un premier prix de direction. Cette fois, le chœur défile au Tuileries, devant le Président de la République. « Qui sont-ils, ces chanteurs prussiens chantant si délicieusement en Français, ne trahissant aucun accent guttural propre au Kasernendeutsch cher à Bismarck? » se demandent juges et public. Malmedy a gagné une société au renom international, qui suscite un vaste mouvement d’émulation au niveau des sociétés locales. De 1914 à 1918, bien des chanteurs de la Malmedienne doivent endosser l’uniforme. Ce n’est qu’à leur retour, le temps de réunir à nouveau toute la société, qu’Alexis Delwaide retrouve son chœur, mis en veilleuse depuis 1914. Cette fois sans plus devoir traverser une frontière. Cependant, en 1940, la Société, entre-temps devenue Royale, est sommée impérativement de cesser toute activité et de remettre son patrimoine aux autorités de tutelle. Les bombardements de 1944 feront beaucoup de victimes, même parmi les membres du chœur. Mais en 1945, dès la libération, sa première répétition aura lieu à l’Hôtel de Spa, avec un effectif de 25 chanteurs, toujours  sous la direction d’Alexis Dewaide, aidé par son ami et élève Max Hebertz en raison d’une santé déclinante. M. Herbertz dirigera quelques concerts jusqu’en 1946. En 1947, celui qui « fit » la Malmedienne remet définitivement la baguette à la société.

#### 1947: Emile Ransonnet
Arrivée au pupitre du chef de chœur Emile Rensonnet, directeur de L’Echo des Travailleurs, de Verviers.

#### 1948: Jacques Dome
Malade, il remet à son tour sa démission. Le chœur se tourne à nouveau vers Alexis Dawaide, pour lui trouver un nouveau chef d’envergure. Entre-temps, le membre Joseph Pousseur propose d’engager son fils Henri, promis à un brillant avenir musical. Celui-ci accepte la tâche jusqu’à l’arrivée d’un nouveau chef. Henri Pousseur présentera le chœur devant Jacques Dôme, éminent musicien. L’audition est concluante: Jacques Dôme  accepte la direction musicale de la Malmedienne dont il fera une des meilleures chorales de Belgique. Sous sa houlette, le chœur passera bientôt à un effectif  de plus de cent chanteurs et participe à des évènements musicaux de toujours plus d’envergure, avec des solistes de plus en plus renommés. Au 20e anniversaire de direction de Jacques Dôme, la ville de Malmédy lui octroie le titre de Citoyen d’honneur de la ville. Jacques Dôme dirigera son dernier concert en 1986.

#### 1985: Stéphane Juncker
Professeur de chant à l’académie de Malmedy, il remplace progressivement Jacques Dôme à l’issue de ses 38 années de direction de la Malmédienne. En 1993, le nouveau chef inscrit le chœur au concours international de Lindenholzhausen, où l’ensemble triomphe avec une cotation de près de 90 %. Après 21 ans de dévouement au chœur, Stéphane Junker demande à être démis de ses fonctions en 2006. Il laissera le souvenir d’un autre grand chef.

#### 2006: Antoni Sykopoulos
Antoni Sykopoulos, verviétois, est sélectionné comme nouveau chef de chœur par le comité. Il impose un nouveau style de direction et un nouveau rythme de prestations au chœur : répétitions fréquentes et soutenues, nombreux voyages à l’étranger. Le prestige de la Malmédienne augmente encore.

#### 2017: Joëlle Augustin
Cette année marque la première direction féminine pour le chœur, avec Joëlle Augustin.

#### 2018: Flavia Costi
Flavia Costi est le second chef féminin de la Malmédienne. Elle obtient son certificat CFMP en chant lyrique à Paris où elle s'ouvre également à la pop, la black musique, au blues et au jazz. Elle dirige également le chœur mixte de Warsage.

## Répertoire
Le répertoire du chœur est constitué d'environ 200 œuvres, et caractérisé par son éclectisme. Le folklore wallon y tient une place importante, à côté de poésies et mélodies aux accents slaves, chants hébreux, poésie italienne et autres répertoires du sud, sans oublier des chœurs d’opéra, chants classiques en français et chansons à boire.

## Rôles et rôleurs
Les rôles sont des pièces satiriques en vers et en Wallon, entrecoupés de chants. Les premiers sont écrits au XVe siècle. Ils sont joués le lundi de Carnaval par les rôleurs
. La plupart des chansons de Carnaval sont écrites à l’occasion des rôles.

## Résidences connues de la Royale Malmédienne
- 1897 :  Le Local Kinon (devenu Hôtel du Globe)
- Années 70 : L'Hôtel de Spa. N’existe plus aujourd’hui.
- Années 80 jusqu'à 2003-2004 : La Salle du Globe, un ancien cinéma, hôtel, restaurant, qui auparavant s'appelait le local Kinon (à cet endroit se sont tenues les festivités clandestines pour le 75e anniversaire).
- 2018 : La Fraternité : L’ancien Cinéma des Familles (années 1950-60) appartenait auparavant à la Ville de Malmédy.

## Partenariats et collaborations

### Soutiens, coordination, représentation culturels
- USM Union des sociétés musicales[6]
- APSAM Association pour la Promotion des Sociétés d’Art musical[7]
- FML Fédération Musicale de la Province de Liège[8] 1895

## Enregistrements
- Clabot!, CD des rôleurs de la Royale Malmédienne, enregistrement privé Roland Kransfeld, 2016.
- Double CD, Répertoire général, enregistrement privé studio la Chapelle, Waimes 1999.